# دونگا لیسینا
دونگا لیسینا (به صربی: Donja Lisina) یک منطقهٔ مسکونی در صربستان است که در بوسیلگراد واقع شده‌است. دونگا لیسینا ۳۱۶ نفر جمعیت دارد.